# Замотин, Евгений
Евгений Замотин —  борец классического стиля из Российской империи, участник Олимпийских игр 1908 года в Лондоне.

## Биография
В 1908 году сотрудник торговой фирмы. После Октябрьской революции преподаватель в Главной военной школе физического образования в Москве.

## Спортивная карьера
В 1908 году вошёл в число 6 спортсменов, которые представляли Российскую империю на Олимпиаде в Лондоне. В июне 1908 года на Олимпийских играх во втором раунде уступил венгру Хуго Пайру.

## Спортивные результаты
- Олимпийские игры 1908 — 9;